# Agrochola prolai
Agrochola prolai là một loài bướm đêm trong họ Noctuidae.